# Elena Rybakina
Elena Andreyevna Rybakina (sinh ngày 17 tháng 6 năm 1999) là một vận động viên quần vợt chuyên nghiệp người Kazakhstan gốc Nga. Cô là tay vợt Kazakhstan đầu tiên vô địch Grand Slam (tại Wimbledon 2022). Cô có thứ hạng đánh đơn cao nhất là vị trí số 3 thế giới trên bảng xếp hạng của Hiệp hội Quần vợt Nữ (WTA). Rybakina cũng đã vào 13 trận chung kết tại các giải đấu khác ở WTA Tour, giành bốn danh hiệu, trong đó có hai danh hiệu WTA 1000 tại Indian Wells Open 2023 và Internazionali BNL d'Italia 2023.

## Thống kê sự nghiệp

### Grand Slam
| VĐ | CK | BK | TK | V# | RR | Q# | A | NH |

#### Đơn
| Giải đấu          | 2018 | 2019 | 2020 | 2021 | 2022 | 2023 | SR          | T–B         | % Thắng     |
| ----------------- | ---- | ---- | ---- | ---- | ---- | ---- | ----------- | ----------- | ----------- |
| Úc Mở rộng        | A    | Q1   | V3   | V2   | V2   | CK   | 0 / 4       | 10–4        | 71%         |
| Pháp Mở rộng      | A    | V1   | V2   | TK   | V3   | V3   | 0 / 5       | 9–4         | 69%         |
| Wimbledon         | A    | Q3   | NH   | V4   | VĐ   |      | 1 / 2       | 10–1        | 91%         |
| Mỹ Mở rộng        | Q2   | V1   | V2   | V3   | V1   |      | 0 / 4       | 3–4         | 43%         |
| Thắng–Bại         | 0–0  | 0–2  | 4–3  | 10–4 | 10–3 | 8–1  | 1 / 15      | 32–13       | 71%         |
| Thống kê          |      |      |      |      |      |      |             |             |             |
| Danh hiệu         | 0    | 1    | 1    | 0    | 1    | 2    | Tổng số: 5  | Tổng số: 5  | Tổng số: 5  |
| Chung kết         | 0    | 2    | 5    | 0    | 3    | 4    | Tổng số: 14 | Tổng số: 14 | Tổng số: 14 |
| Xếp hạng cuối năm | 191  | 37   | 19   | 14   | 22   |      | $6,389,853  | $6,389,853  | $6,389,853  |

#### Đôi
| Giải đấu     | 2019 | 2020 | 2021 | 2022 | 2023 | SR    | T–B | % Thắng |
| ------------ | ---- | ---- | ---- | ---- | ---- | ----- | --- | ------- |
| Úc Mở rộng   | A    | V2   | V1   | A    | V3   | 0 / 3 | 3–3 | 50%     |
| Pháp Mở rộng | A    | V1   | TK   | V1   | A    | 0 / 3 | 3–3 | 50%     |
| Wimbledon    | A    | NH   | V1   | A    |      | 0 / 1 | 0–1 | 0%      |
| Mỹ Mở rộng   | V1   | A    | A    | A    |      | 0 / 1 | 0–1 | 0%      |
| Thắng–Bại    | 0–1  | 1–2  | 3–3  | 0–1  | 2–1  | 0 / 8 | 6–8 | 43%     |

Chú thích: Rybakina chuyển liên đoàn từ Nga sang Kazakhstan vào tháng 6 năm 2018.

### Chung kết giải Grand Slam

#### Đơn: 2 (1 danh hiệu, 1 á quân)
| Kết quả | Năm  | Giải đấu   | Mặt sân | Đối thủ         | Tỷ số         |
| ------- | ---- | ---------- | ------- | --------------- | ------------- |
| Thắng   | 2022 | Wimbledon  | Cỏ      | Ons Jabeur      | 3–6, 6–2, 6–2 |
| Thua    | 2023 | Úc Mở rộng | Cứng    | Aryna Sabalenka | 6–4, 3–6, 4–6 |

## Giải thưởng
- Huân chương Hữu nghị (Kazakhstan) hạng II[2]